# Ukrainian Village

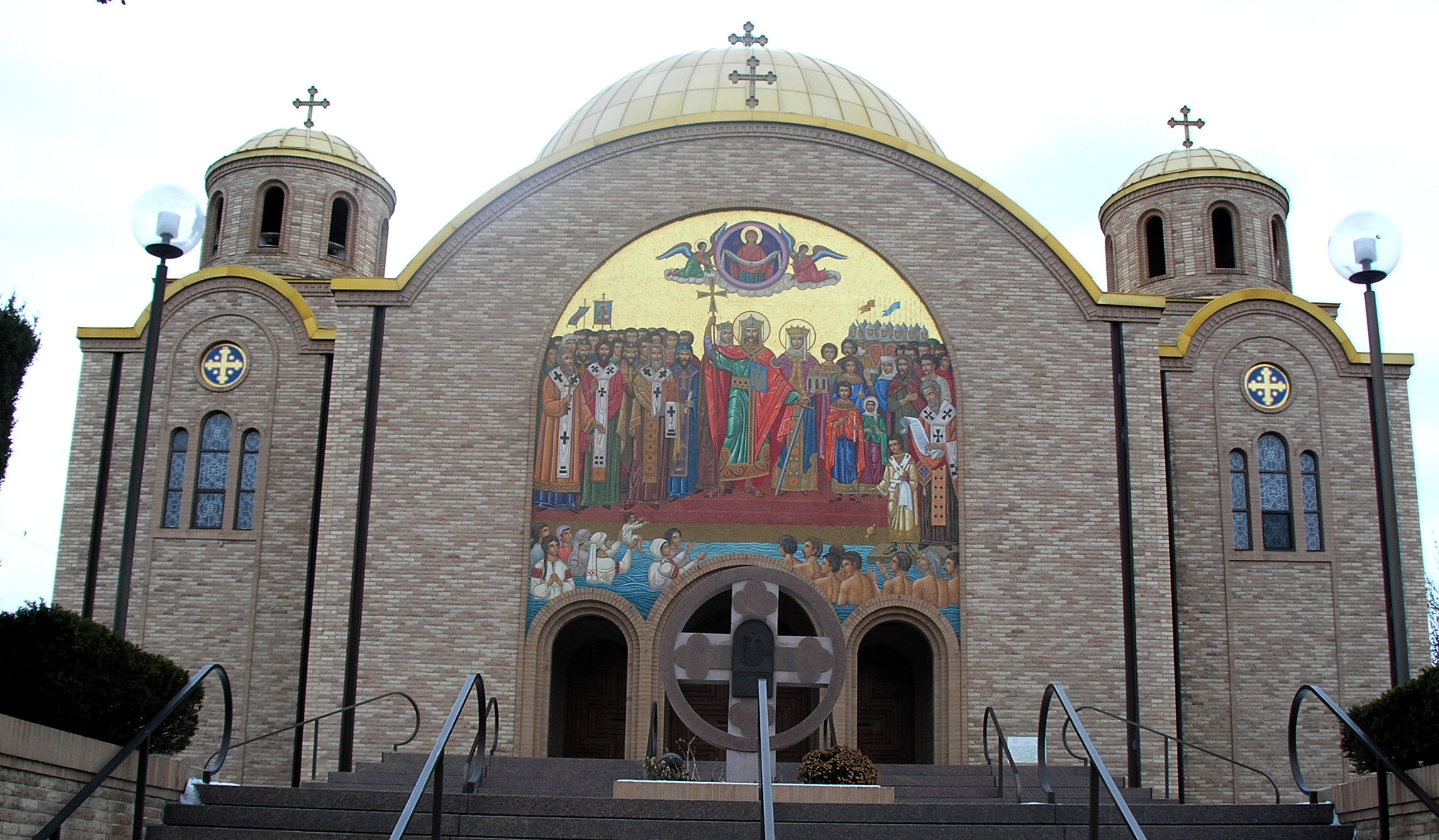
St. Volodymyr's Ukrainian Orthodox Cathedral im Ukrainian Village

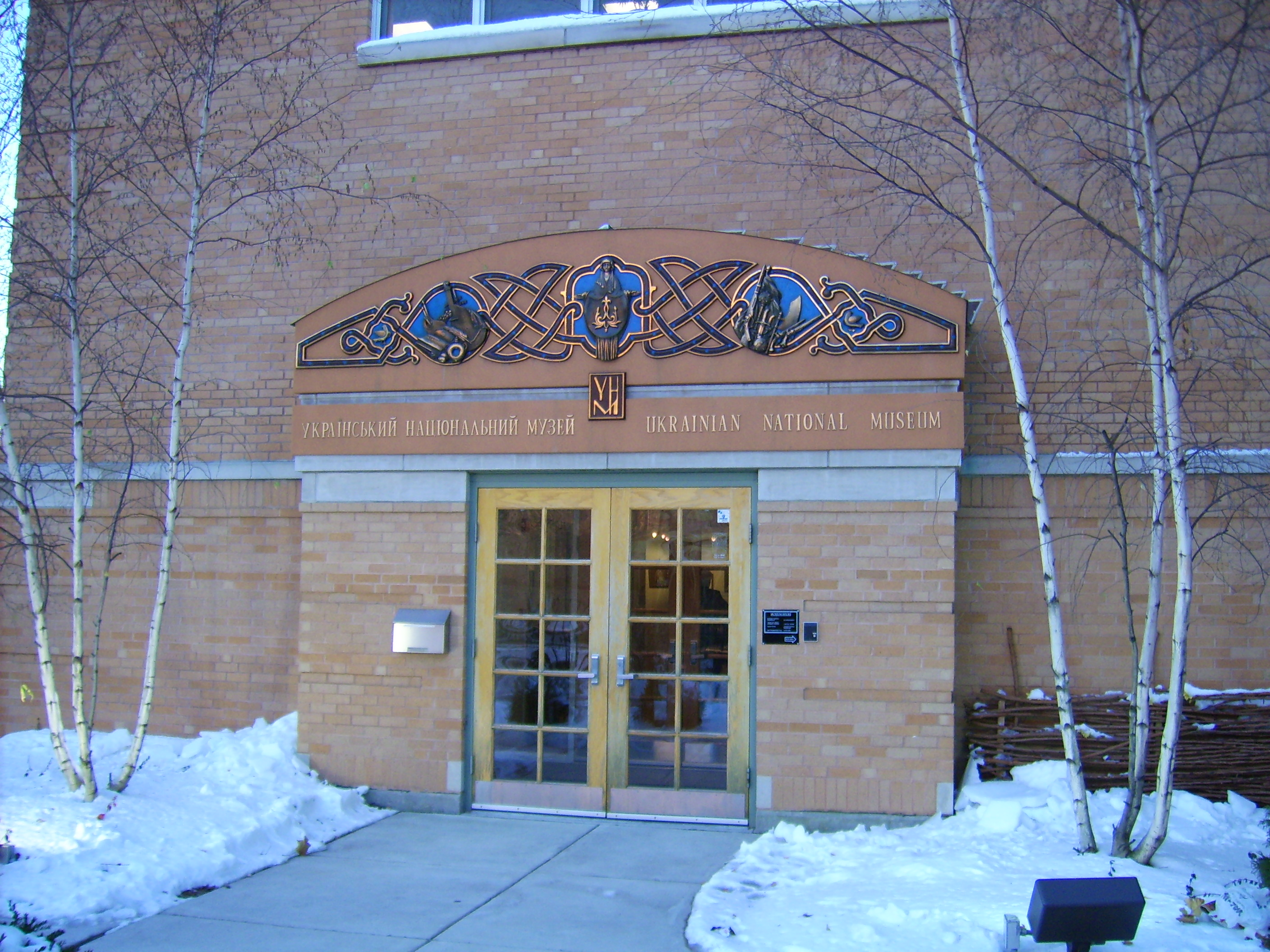
Ukrainisches National Museum Chicago (Ukrainian National Museum)

Die Ukrainian Village ist ein westlich vom Zentrum (Downtown) gelegener Stadtteil Chicagos, der durch die Straßen Division Street im Norden, Grand Avenue im Süden, Western Avenue im Westen und Damen Avenue im Osten eingegrenzt wird. Er gehört zur Bezirksgemeinde West Town und steht unter der Verwaltung des 32. Ward.
Die Ukrainian Village hatte sich in den letzten Jahrzehnten zu einer sicheren Wohngegend der Mittelklasse entwickelt, was auch Gentrifizierung zur Folge hat. Trotz sozioökonomischen Veränderungen in den südlich und westlich angrenzenden, überwiegend industriellen Stadtteilen, behielt die ukrainische Wohnsiedlung, auch aufgrund der starken Stellungen der orthodoxen Kirchen im Stadtteil, ihren Charakter.  
Obwohl sich Chicagos Stadtteile ständig ändern und auch die angrenzenden Stadtteile wie Wicker Park oder Bucktown in den letzten zehn Jahren stark gentrifiziert wurden, nennen nach wie vor mehr als 10.000 Ukrainer, Polen und andere osteuropäische Bevölkerungsgruppen die Ukrainian Village ihr Zuhause. In der Volkszählung United States Census 2020 gaben in ganz Chicago rund 46.000 Personen eine ukrainische Herkunft an. 
In dem ukrainischen Stadtteil sind neben dem Ukrainian Institute of Modern Art auch das Ukrainian National Museum und das Ukrainian Cultural Center vertreten. Andere Sehenswürdigkeiten sind die katholischen Kirchen Ss. Volodymyr und Olha Ukrainian sowie der Dom St. Nicholas Ukrainian Catholic Cathedral und der Dom St. Volodymyr Ukrainian Orthodox Cathedral. Sehenswert ist auch der Russisch Orthodoxe Dom, die Holy Trinity Russian Orthodox Cathedral.